# Welwyn Hatfield

Localisation du Welwyn Hatfield

Welwyn Hatfield est un district non métropolitain du Hertfordshire, en Angleterre. Il comprend les villes de Welwyn Garden City et Hatfield.
Le district est créé le 1er avril 1974, par le Local Government Act de 1972. Il est issu de la fusion du district urbains de Welwyn Garden City avec les districts ruraux de Hatfield et de Welwyn. Le district de Welwyn Hatfield reçoit le statut de borough en 2006.

## Paroisses civiles
Ce district est entièrement découpé en paroisses, à l'exception de l'ancien district urbain de Welwyn Garden City.
- Ayot St Lawrence
- Ayot St Peter
- Essendon
- Hatfield (ville)
- North Mymms
- Northaw and Cuffley
- Welwyn
- Woolmer Green

## Source
- (en) Cet article est partiellement ou en totalité issu de l’article de Wikipédia en anglais intitulé « Welwyn Hatfield » (voir la liste des auteurs).